# Peter Benoit

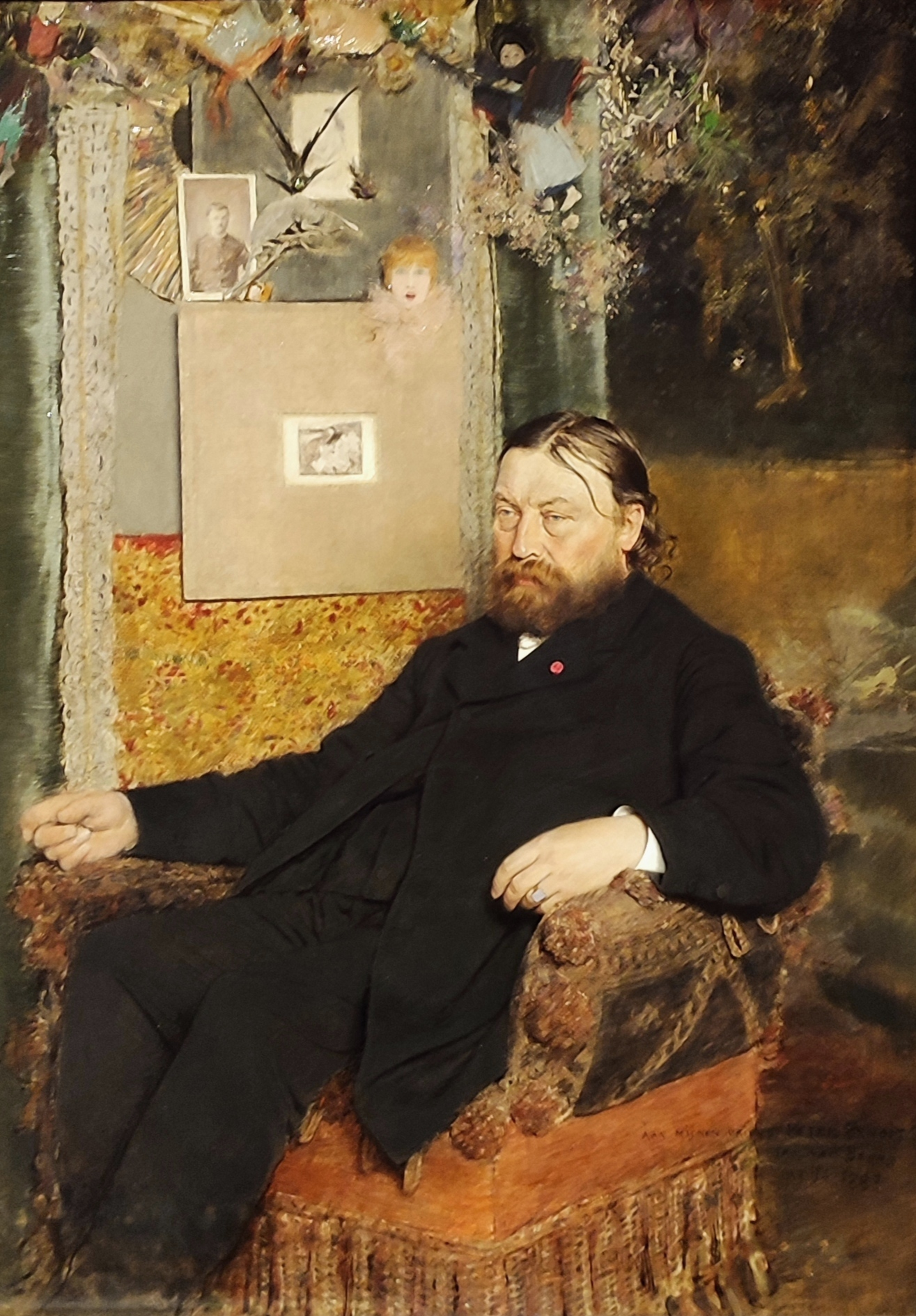
Peter Benoi.t

Petrus Leonardus Leopoldus Benoit, född 17 augusti 1834, död 8 mars 1901 i Antwerpen, var en belgisk tonsättare och musikskriftställare.
Benoit utbildades vid Bryssels konservatorium och erhöll 1857 det stora statsstipendiet Prix de Rome för kantaten Abels mördande. Efter studieresor i Tyskland, som bland annat resulterade i skriften L'école de musique framande et son avenir, och efter dirigentskap i Paris verkade Benoit från 1867 som direktör för den flamländska musikskolan i Antwerpen, från 1897 kungligt konservatorium. 
Som tonsättare och författare arbetade Benoit ivrigt för den flamska stilriktningen, både med operor som Het dorp in't gebergte, Isa och Pompéja och i kantater och oratorier som Lucifer (1866), De Schelde, De Oorlog, Vlaanderens Kunstroem, Rubenskantat (1877), De Rhijn (1889) med flera.
Bland hans främsta skrifter märks Verhandeling over de nationale toonkunde (2 band, 1875–1877), De oorsprung van het cosmopolisme in de muziek (1876) och Over schijn en blyk en onze muzikale vlaamsche beweging.